# Lac Sproat

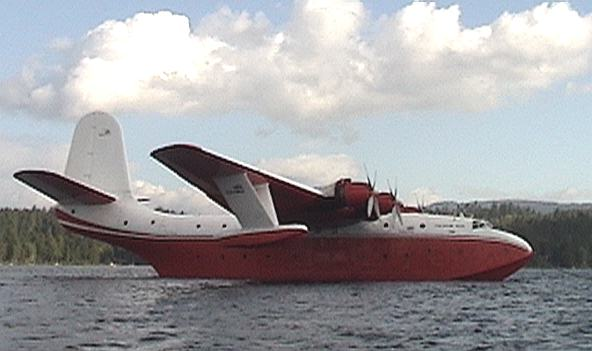
Le bombardier d'eau Martin JRM Mars Philippine Mars ("queue blanche"), le 1er février 2005

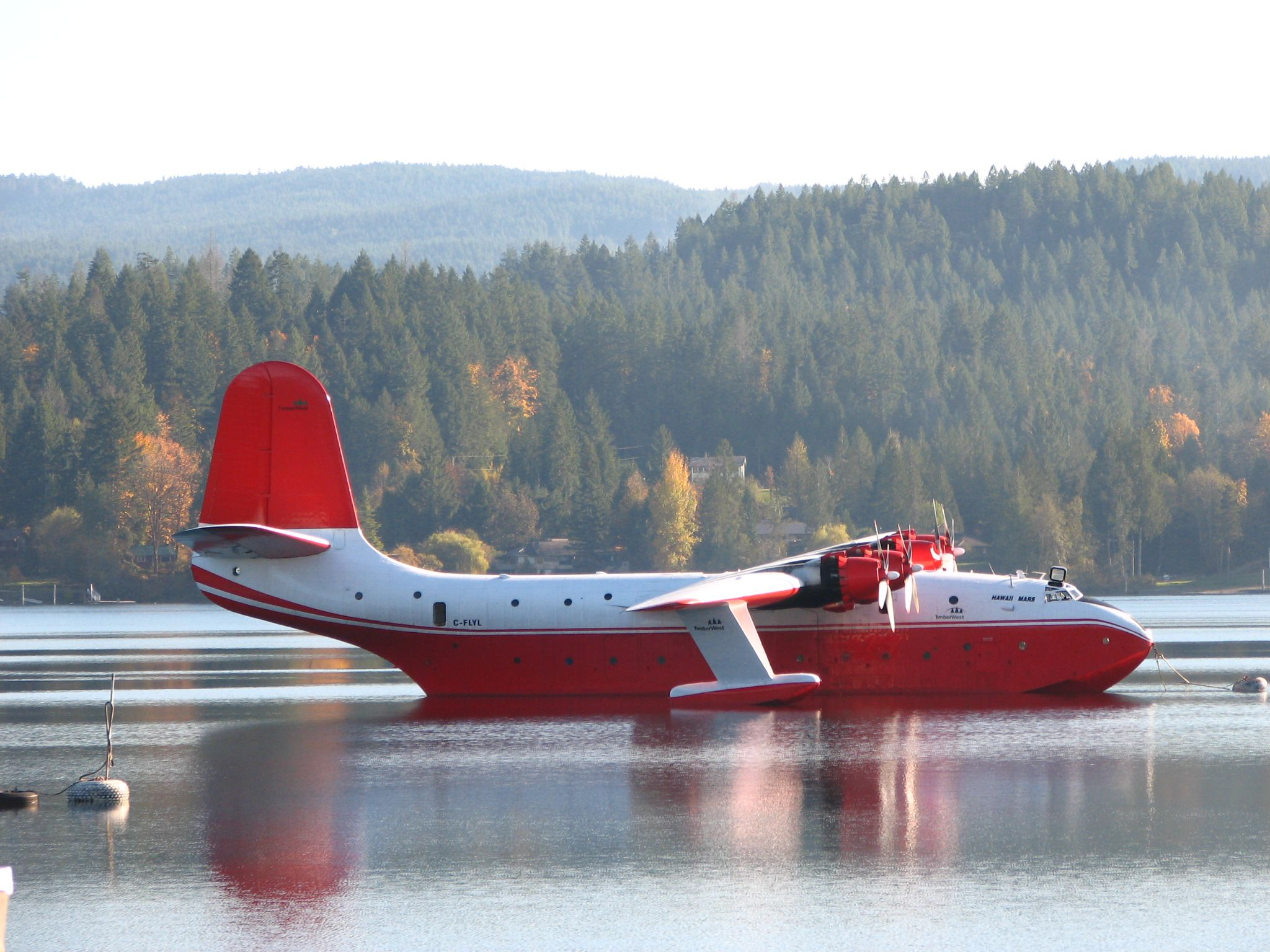
Le Hawaii Mars ("queue rouge"), le 30 juillet 2009

Le lac Sproat est un lac du centre de l'île de Vancouver dans la province de Colombie-Britannique au Canada. Il était connu par les autochtones sous le nom de Kleecoot (signifiant "grande ouverte") jusqu'à ce qu'il soit renommé en 1864 en l'honneur de Gilbert Malcolm Sproat, entrepreneur et officiel colonial, par le Dr Robert Brown, qui dirigeait une expédition d'exploration de l'île.
D'une forme approximative de croix avec quatre bras, il fait plus de 25 kilomètres de long, mais compte 300 kilomètres de rivage. Situé près de Port Alberni et abritant les deux derniers bombardiers d'eau de type Martin JRM Mars, le lac Sproat est une zone de loisirs estivale très prisée de la vallée d’Alberni. L'autoroute numéro 4 longe sa magnifique côte nord.

## Parcs
En plus d'un certain nombre de résidences au bord du lac, trois parcs provinciaux sont situés sur ses rives :
- le parc provincial de Sproat Lake, 39 hectares, qui comprend un terrain de camping et des pétroglyphes préhistoriques[2].
- le parc provincial de Taylor Arm,
- et le parc provincial Fossli.